# Slave I
Vaisseau spatial apparaissant dans
Star Wars.
Le Slave I est un vaisseau spatial de l'univers de fiction de Star Wars. Il appartient aux chasseurs de primes Jango Fett puis Boba Fett.

## Univers
L'univers de Star Wars se déroule dans une galaxie qui est le théâtre d'affrontements entre les Chevaliers Jedi et les Seigneurs noirs des Sith, personnes sensibles à la Force, un champ énergétique mystérieux leur procurant des pouvoirs psychiques. Les Jedi maîtrisent le Côté lumineux de la Force, pouvoir bénéfique et défensif, pour maintenir la paix dans la galaxie. Les Sith utilisent le Côté obscur, pouvoir nuisible et destructeur, pour leurs usages personnels et pour dominer la galaxie.

## Histoire
Jango Fett modifie énormément le vaisseau après l'avoir acquis, mais l'apparence visuelle extérieure du vaisseau ne change pas, puisque Jango a principalement ajouté des armes telles des charges sismiques.
Pendant la guerre des clones, Ahsoka Tano coupe une aile du vaisseau, ce qui le force à un atterrissage forcé mouvementé. Le pirate Hondo Ohnaka le répare par la suite,.
Après avoir obtenu le vaisseau, Boba Fett effectue lui-même plusieurs mises à jour régulièrement afin de s'assurer que les systèmes du véhicule ne sont jamais obsolètes. Il fait aussi en sorte que lors d'un décollage le cockpit pivote à 90° pour qu'il reste dans une position verticale.

### UniversLégendes
En mission dans une prison de la République galactique sur Oovo IV, Jango Fett voit son vaisseau original se faire détruire. Il prend donc l'un des six vaisseaux de classe Firespray présents et en fait son vaisseau. Il l'appelle « Slave I »,.
Après que Boba Fett a parvenu à s'échapper du sarlaac, il perd le Slave I. Il utilise alors divers vaisseaux de remplacement, comme la Dent du Molosse de Bossk ou un Slave II qui finira détruit, puis remplacé par un Slave III, lui-même ensuite remplacé par un Slave IV identique visuellement au Slave I ,.

## Caractéristiques
Le Slave I est un vaisseau de patrouille et d'attaque de classe Firespray-31. Il est construit par les Chantiers navals de Kuat.
Le vaisseau n'est pas orienté de la même façon selon qu'il est en vol ou pas. En surface, il repose à plat sur sa base, de forme elliptique. En vol, il pivote à 90°. Il est lourdement armé, ce qui le rend craint à travers toute la Galaxie.

## Concept et création
Pour concevoir la silhouette du vaisseau, l'artiste conceptuel Nilo Rodis-Jamero s'inspire d'une antenne radar, ce qui en fait un cas unique dans la science-fiction.
Le bruit du moteur du Slave I est celui d'un moteur de P-51 Mustang. Le son de ce moteur sera réutilisé par la suite au point d'en devenir un bruit de moteur standard dans les jeux vidéo et les films.
En 2021, Lucasfilm change le nom du vaisseau utilisé pour le marketing, préférant « Firespray » à « Slave I », afin d'éviter de conserver un nom potentiellement polémique. En effet, « Slave I » signifie « Esclave I ». Cependant, le changement est mal accueilli par la communauté de fans selon la presse,. Finalement, dans Le Livre de Boba Fett, le vaisseau est appelé « Slave I », vraisemblablement en réponse à la réaction du public. 

## Adaptations

### Jeux vidéo
Dans le jeu vidéo Battlefront de 2015, le Slave I est, comme le Faucon Millenium, l'équivalent vaisseau d'un « Héros », ce qui lui attribue une place importante dans les batailles aériennes.

### Figurines
Lego produit plusieurs sets représentant le Slave I, à commencer dès 2000 par le set numéro 7144 « Slave I », qui inclut en outre une figurine de Boba Fett et une d'Han Solo prisonnier de la carbonite. 
Respectivement en 2004 et en 2006 sont commercialisés le numéro 6964 « Boba Fett's Salve I » puis le numéro 6209 « Slave I ». Une figurine de Boba Fett est incluse dans cette dernière boîte,. En 2010, le numéro 8097 « Slave I » est mis en vente, incluant des figurines des personnages Boba Fett, Bossk et Han Solo. Un an plus tard, le numéro 20019 « Slave I » propose une figurine du vaisseau à plus petite échelle. Un numéro 75243 « Slave I - 20th Anniversary Edition » est vendu en 2019 pour les 20 ans de Lego Star Wars.
En 2021, alors que le nom du vaisseau est modifié par Lucasfilm en « Firespray », Lego met en vente le set 75312 et le baptise plutôt « Vaisseau de Boba Fett », et non par l'un de ses deux noms. Cette dénomination, qui ignore l'identité propre au vaisseau, est vivement critiquée, notamment par l'acteur Mark Austin, interprète de Boba Fett dans la trilogie originale,.